# Kyselina threonová
Kyselina threonová je organická sloučenina, cukerná kyselina odvozená od threózy oxidací aldehydové skupiny na karboxylovou. L-Izomer této kyseliny je metabolitem kyseliny askorbové (vitaminu C). V jedné studii bylo zjištěno, že jelikož kyselina L-threonová inhibuje expresi DKK1 in vitro, tak může mít potenciál k léčbě androgenní alopecie.